# Miron Cristea
Miron Cristea  romániai pátriárka (Maroshévíz, 1868. július 20. – Cannes, 1939. március 6.) román filológus, teológus, politikus.
1919. június 7-én a Román Akadémia tiszteletbeli tagjának választották.
A román ortodox egyház első pátriárkája volt 1925 és 1939 között.
Régens volt 1927. július 20. és 1930. június 8. között, miniszterelnök 1938. február 1-jétől haláláig.
Tüdőgyulladásban hunyt el.